# Базове сховище вибухових речовин
Базове сховище вибухових речовин (рос. базисный склад взрывчатых веществ, англ. depot explosive,  base explosive magazine, нім. Sprengstofflager) — сукупність сховищ вибухових матеріалів (ВМ), які одержують з заводів-виготівників для постачання витратних складів ВМ.
Базове сховище вибухових речовин споруджують поверхневим, напівзаглибленим або заглибленим (до 15 м). Гранична ємність базового сховища вибухових речовин, як правило, не перевищує тримісячних потреб.
В залежності від різновиду ВМ гранична ємність окремих сховищ становить:
- для ВМ з вмістом рідких нітроефірів понад 15%, нефлегматизованого гексогену, тетрилу — 60 т;
- для аміачно-селітряних ВМ, тротилу і його сплавів з нітросполуками, ВМ з вмістом рідких нітроефірів до 15% — 240 т;
- пороху димного і бездимного — 130 т;
- детонуючого шнура і детонаторів (маса з тарою) — 120 т;
- вогнепровідного шнура — без обмежень.